# Eric Schuwert

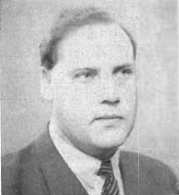
Eric Schuwert

Nils Gustav Eric Schuwert, född 27 december 1908 i Kalmar, död 26 augusti 1969 i Malaga, var en svensk arkitekt.
Schuwert genomgick yrkesskolan i Kalmar med studentexamen som privatist 1929, examinerades från Kungliga tekniska högskolan 1935 och fortsatte studierna vid Kungliga konsthögskolan till 1939. Han var anställd hos byggmästare Olle Engkvist 1930–1931 och hos AB Egna hem i Vetlanda somrarna 1933 och 1934. Från 1935 var han anställd hos Cyrillus Johansson i Stockholm. 1942 blev han stadsarkitekt i Katrineholm. Efter en schism kring ett försvunnet tävlingsbidrag av Schuwert  lämnade han tjänsten för att 1950–1958 verka som stadsarkitekt på deltid i Vaxholm. Från 1958 drev han egen arkitektverksamhet från Stockholm

## Verk i urval
- Villa, Gylleniusgatan 3, Karlstad 1939
- Villa, Elfdaliusgatan 1, Karlstad 1939
- Utredning om Katrineholms stadsbyggnadsfrågor 1942
- Jönköpings posthus 1945
- Generalplan för Katrineholm 1945-50
- Katrineholms högre allmänna läroverk 1945
- Brandstation och rådhus i Torshälla 1948-49
- Katrineholms nämndhus 1954
- Generalplan för Vingåkers skolor 1946-51
- Generalplan för Nässjö skolor 50-52,
- Åkers och Runneryd skolor, samt Nässjö läroverk 1952-65,
- Nämndhus och ålderdomshem i Vaxholm samt generalplan 1955-59.
- Marmorbyns bygdegård, 1957[3]
- Semesterbostäder i Torrevieja, 1965[4]
- Ingsbergs ålderdhem 1966,
- Jättunahemmet, Flen

## Bilder

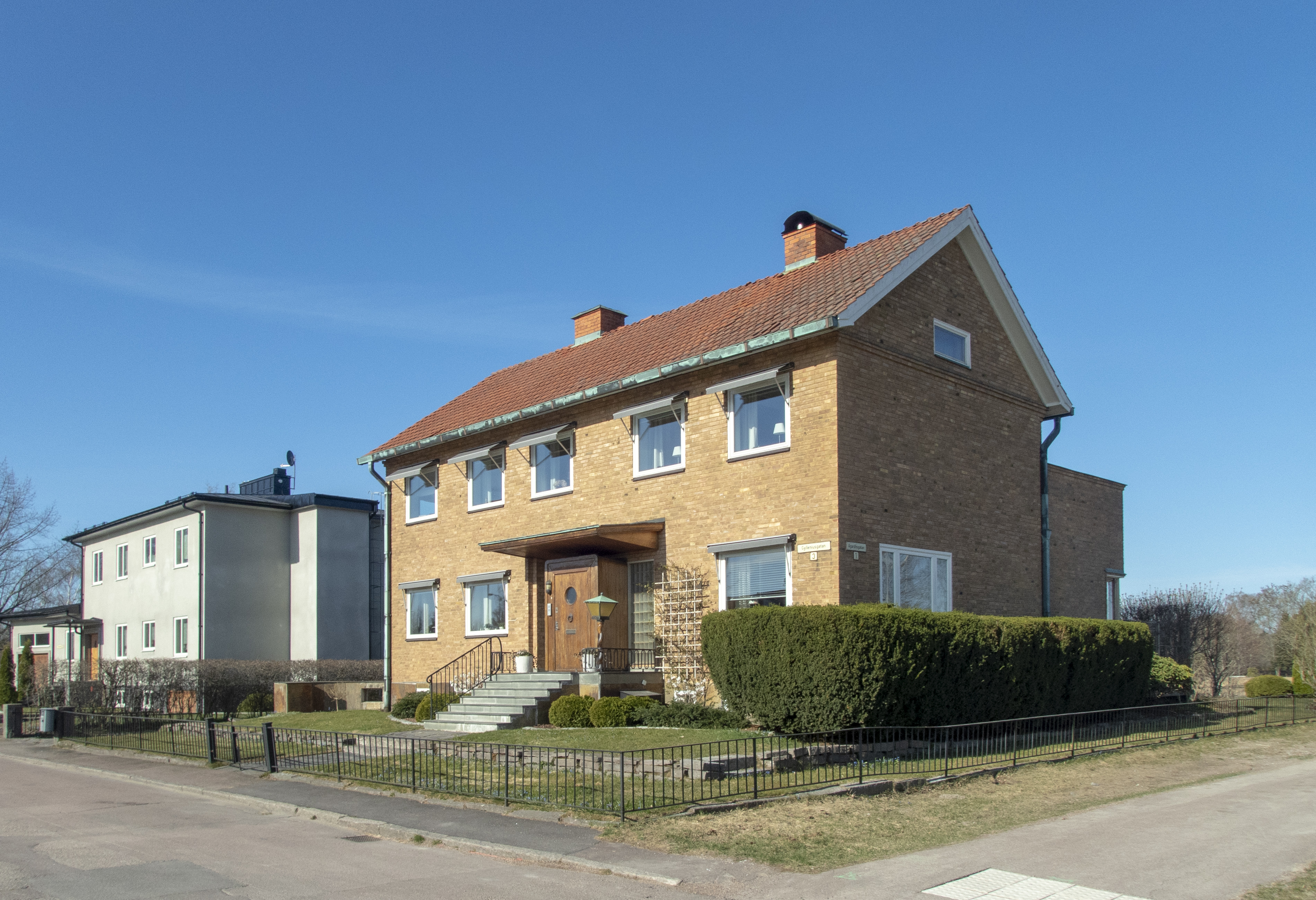
Leo 2, Karlstad (1939)
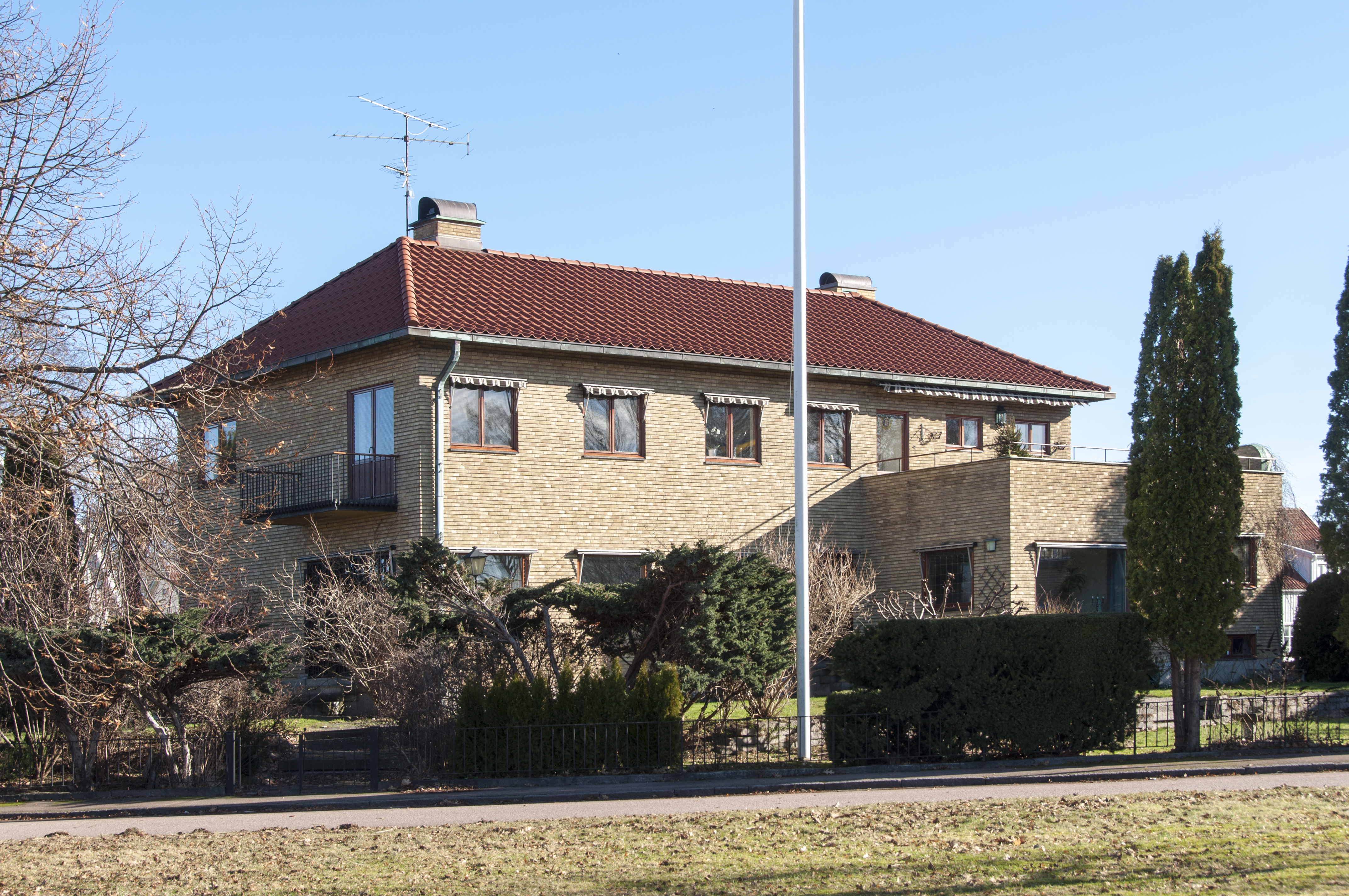
Minerva 1, Karlstad (1939-41)
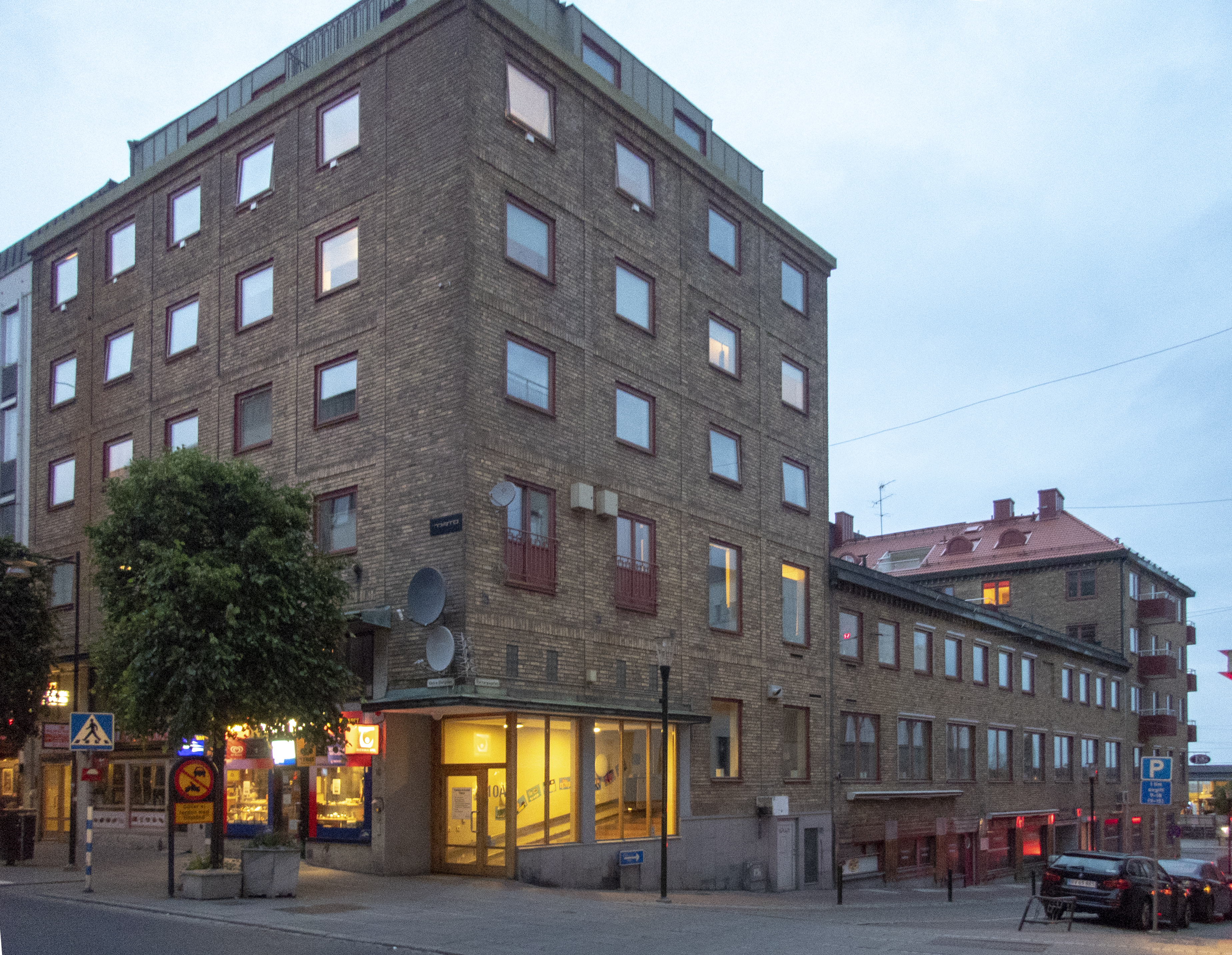
Posthuset, Jönköping (1945)
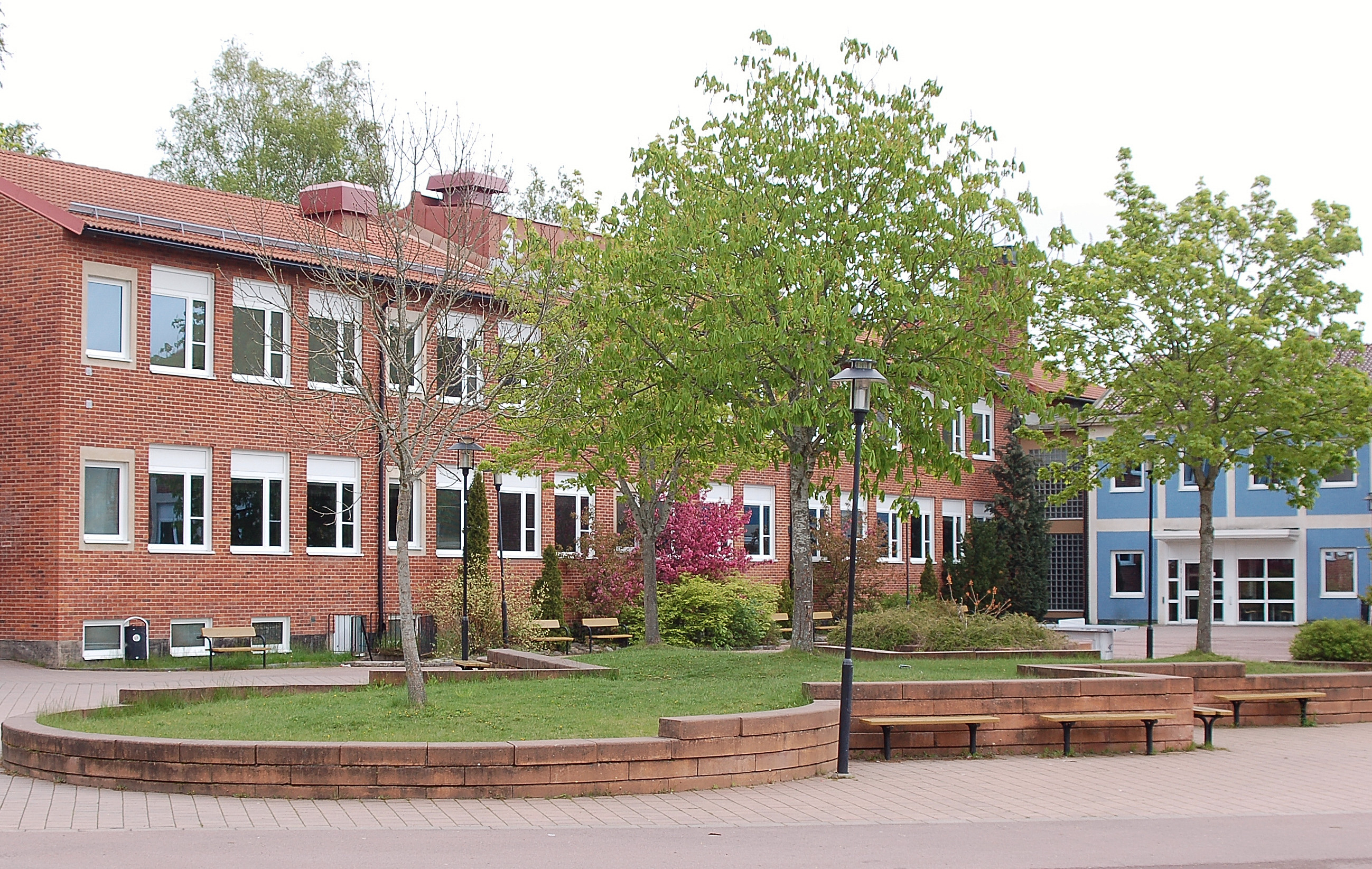
Norrstrandsskolan, Karlstad (1958), tillsammans med John Wästlund